# Anselmo Doria del Maro
Anselmo Maria Almanzor Doria del Maro Marchese di Cirié (Torino, 24 aprile 1758 – Torino, 23 agosto 1823) è stato un generale italiano, che fu insignito da re Carlo Felice del Collare dell'Ordine supremo della Santissima Annunziata e della Gran Croce dell'Ordine dei Santi Maurizio e Lazzaro.

## Biografia
Nacque a Torino il 24 aprile 1758, figlio di Alessandro Eleazaro e di Cristina Damiano del Carretto. Iniziò giovanissimo la sua carriera militare nella file dell'Armata Sarda, assegnato alla cavalleria. Il 30 ottobre 1785 sposò a Torino la signorina Maria Vittoria Carlotta Gontery (Torino 25 aprile 1772-Torino 11 gennaio 1793), figlia del cavaliere Giovanni Giuseppe Gontery dei Marchesi di Cavaglià e di Costanza Cacherano-Caissotti dei Conti di Bricherasio. Il 22 settembre 1792, all’inizio delle ostilità con la Francia ricopriva l'incarico di capitano comandante di compagnia nel Reggimento provinciale di Vercelli. Il 21 gennaio 1793, per essersi distinto nelle operazioni nella zona del Saorgio e nelle Valli Tinea e Vesubia fu aggregato alla 2ª Compagnia delle Guardie del Corpo come cornetta e promosso al grado di luogotenente colonnello di cavalleria. Nel 1798, nominato cornetta soprannumeraria nelle Guardie del Corpo de Re, lasciò il servizio attivo. All'atto della restaurazione fu promosso colonnello di cavalleria, e il 10 gennaio 1815, luogotenente nella 2ª Compagnia delle Guardie del Corpo del Re e promosso maggior generale. Elevato al rango di tenente generale e capitano della 2ª Compagnia delle Guardie del Corpo del Re nel 1820, re Carlo Felice di Savoia lo insignì della Gran Croce dell'Ordine dei Santi Maurizio e Lazzaro e il 23 ottobre 1821 del Collare dell'Ordine supremo della Santissima Annunziata. Posto in pensione per motivi di salute nel 1823, si spense a Torino il 23 agosto dello stesso anno.

### Fonti
1. 1 2 3 4 5 6  Ilari, Shamà 2008, p. 202.
2. 1 2 3 4  Lo Faso di Serradifalco 2016, p. 175.